# 김해심
김해심(중국어 정체자: 金海心, 병음: Jīn Hǎixīn, 1978년 10월 30일 - )은 중국의 가수이다. 베이징에서 출생했으나 본적은 길림성의 조선족이다.

## 소개
고등학교를 졸업한 뒤 미국으로 유학하려고 했지만 출발 직전에 마음을 바꿔서 중국 대학교로 입학했다. 1998년 10월에 중국쪽 소니 뮤직 엔터테인먼트에서 자신의 노래인 파이타규성(把耳朶叫醒)을 녹음해서 처음으로 데뷔했다. 이후 발표한 2집 앨범은 수백만부가 팔렸다. 중국 가수로는 독특한 가창 실력이 있어서 인기가 있는 가수이다.
2002년 7월에는 워너뮤직과 계약을 맺어 2004년 1월에는 4집 앨범을 냈다. 조선족 중에는 조선말/한국말 노래를 부르는 사람들도 있지만 김해심은 중국의 메이저 가수이며 조선어 노래는 부르지 않았다. 다만, 중국에서 한국 가요제가 있는 날이면 게스트로 참가해서 부르는 경우가 있다.

## 같이 보기
- 김미아